# David Roditi
David Roditi (ur. 30 listopada 1973 w Meksyku) – meksykański tenisista, reprezentant w Pucharze Davisa.

## Kariera tenisowa
Jako zawodowy tenisista Roditi występował w latach 1996–2000.
Awansował do czterech finałów z cyklu ATP World Tour w grze podwójnej.
W latach 1997–2000 reprezentował Meksyk w Pucharze Davisa, rozgrywając łącznie 10 meczów, z których w 5 zwyciężył.
W rankingu gry pojedynczej Roditi najwyżej był na 826. miejscu (7 lipca 1997), a w klasyfikacji gry podwójnej na 41. pozycji (18 maja 1998).

### Finały w turniejach ATP World Tour
| Nazwa                        |
| ---------------------------- |
| Wielki Szlem                 |
| Igrzyska olimpijskie         |
| ATP Tour World Championships |
| ATP Masters Series           |
| ATP Championship Series      |
| ATP World Series             |

#### Gra podwójna (0–4)
| Końcowy wynik | Nr | Data             | Turniej    | Nawierzchnia  | Partner        | Przeciwnicy                      | Wynik finału  |
| ------------- | -- | ---------------- | ---------- | ------------- | -------------- | -------------------------------- | ------------- |
| Finalista     | 1. | 10 sierpnia 1997 | San Marino | Ceglana       | Brandon Coupe  | Cristian Brandi Filippo Messori  | 5:7, 4:6      |
| Finalista     | 2. | 22 lutego 1998   | Memphis    | Twarda (hala) | Ellis Ferreira | Todd Woodbridge Mark Woodforde   | 3:6, 4:6      |
| Finalista     | 3. | 12 kwietnia 1998 | Estoril    | Ceglana       | Fernon Wibier  | Donald Johnson Francisco Montana | 1:6, 6:2, 1:6 |
| Finalista     | 4. | 1 listopada 1998 | Meksyk     | Ceglana       | Daniel Orsanic | Jiří Novák David Rikl            | 4:6, 2:6      |